# ويليام إس. ريتشاردسون
ويليام إس. ريتشاردسون (بالإنجليزية: William S. Richardson)‏ هو محامي وقاضي أمريكي، ولد في 22 ديسمبر 1919 في هونولولو في الولايات المتحدة، وتوفي بنفس المكان في 21 يونيو 2010.